# 朱维申
朱维申（1932年12月19日—2025年6月30日），男，浙江山阴人，中华人民共和国岩石力学专家，山东大学二级教授。

## 生平
1932年12月19日，朱维申出生于上海市。1949年，在中央人民政府办公厅干部培训班学习。1951年，分配到平原省政府办公厅工作。1952年，进入北京矿业学院学习。1956年，毕业于北京矿业学院矿井建设系，同年赴波兰克拉科夫矿冶学院岩石力学系进修岩石力学。1962年毕业，获博士学位。同年，分配在中国科学院武汉岩土力学研究所工作，担任陈宗基的助手。1979年至1984年，任第一副所长，主持工作。1986年，受聘为研究员、博士生导师。1985年至1995年，任研究生部主任。2001年3月，受宋振骐的邀请，转入山东大学工作，参与创建岩土与结构工程研究中心，期间培养了李术才、陈卫忠、张强勇等学生。
2025年6月30日15点53分，朱维申在广东省深圳市逝世。